# Lövbacken
Lövbacken is een plaats in de gemeente Sandviken in het landschap Gästrikland en de provincie Gävleborgs län in Zweden. De plaats heeft 115 inwoners (2005) en een oppervlakte van 18 hectare.